# Władysław Wodniecki
Władysław Wodniecki (ur. 14 września 1898 w Krakowie, zm. 24 września 1920) – polski instruktor harcerski, komendant hufca męskiego w Tarnowie, oficer Wojska Polskiego. Pod przydomkiem Druha Bajdały stał się bohaterem znanej pieśni harcerskiej Płonie ognisko i szumią knieje.

## Życiorys
Był synem Józefa i Marii z Szymczykiewiczów. Ojciec, stomatolog, służył jako lekarz wojskowy w armii austriackiej (po odzyskaniu przez Polskę niepodległości w Wojsku Polskim). W latach I wojny światowej rodzina Wodnieckich mieszkała w Tarnowie, gdzie Władysław został uczniem II Gimnazjum im. Hetmana Jana Tarnowskiego i zaangażował się w ruch harcerski. W 1915 był drużynowym III Drużyny im. Michała Wołodyjowskiego, rok później został komendantem tarnowskiego hufca męskiego. Słynął z zaangażowania w harcerską pracę organizacyjną. Bliskie mu idee patriotyczne krzewił w gawędach historycznych przy ognisku, uwiecznionych w pieśni harcerskiej Jerzego Brauna Płonie ognisko i szumią knieje. Gawędy, w których "opowiada starodawne dzieje" i "bohaterski wskrzesza czas", przyniosły mu przydomek Druha Bajdały.
Swoim doświadczeniom w pracy organizacyjnej w harcerstwie Wodniecki poświęcił artykuł w dwutygodniku "Skaut" Kujmy żelazo póki gorące (1917, nr 15-16).
W okresie nauki w gimnazjum tarnowskim Wodniecki, wraz z pięcioma kolegami (w tym z Kazimierzem Braunem, starszym bratem Jerzego), trafił do krakowskiego więzienia na Montelupich, z zarzutem profanacji wizerunku cesarza Franciszka Józefa I. Od surowej kary uczniów gimnazjum uchroniły interwencje wpływowych osobistości, w tym burmistrza Tarnowa Tadeusza Tertila, a także postawa dyrektora tarnowskiej szkoły Jana Leńka, który wziął za incydent odpowiedzialność i złożył rezygnację.
Studia Wodniecki rozpoczął na politechnice w Brnie. W 1918 powrócił do niepodległej Polski i w roku 1919 ukończył warszawską Szkołę Podchorążych. Jako podporucznik Wojska Polskiego uczestniczył w walkach na froncie wojny polsko-bolszewickiej, wchodząc w skład załogi pociągu pancernego "Śmiały", a następnie 4 p.p.leg.. 23 września 1920 został śmiertelnie ranny w Kwaterach  koło Brzostowicy (obecnie Białoruś). Pochowany w rodzinnym grobowcu na cmentarzu Rakowickim w Krakowie.
W kościele ojców Filipinów w Tarnowie wmurowana została tablica pamiątkowa ku czci komendantów harcerstwa tarnowskiego, na której widnieje nazwisko Wodnieckiego, a za sprawą Komisji Historycznej Chorągwi Krakowskiej Związku Harcerstwa Polskiego na grobie na cmentarzu Rakowickim umieszczono krzyż harcerski. Jest także upamiętniony na tzw. murze cegiełkowym przy wejściu na Wawel od strony ulicy Kanoniczej.